# Tetsuji Murakami
Tetsuji Murakami (Shizuoka, 31 marzo 1927 – Parigi, 24 gennaio 1987) è stato un karateka giapponese.
È stato il primo maestro giapponese di karate venuto a insegnare in Italia negli anni '50, sotto invito del Maestro Wladimiro Malatesti.
Inizia la pratica delle arti marziali con il kendō (obbligatorio nelle scuole) e nel 1946, all'età di 19 anni, inizia la pratica del karate, stile shotokan, sotto la guida del Maestro Masaji Yamaguchi (alunno del Maestro Funakoshi), con il quale studia pure il kendo, aikidō e un po' di iaidō.
Nel 1957, invitato dal Maestro Henry Plée si trasferisce in Francia, a Parigi. Gradualmente inizia a insegnare anche all'estero e in particolare in Germania, Inghilterra, Italia, Jugoslavia, Portogallo, Svizzera e Algeria.
Nel 1968 al suo rientro in Giappone, dopo quasi 10 anni passati in Europa, conosce il Maestro Shigeru Egami e rimane affascinato dallo stile di cui quest'ultimo è il caposcuola: lo Shotokai. Decide di passare allo Shotokai e diviene responsabile per l'Europa, sotto incarico dello stesso Maestro Egami.
| Controllo di autorità | VIAF (EN) 6232150749017616420004 · BNF (FR) cb17146371x (data) |